# پل اتکینسون (بازیکن فوتبال، زاده ۱۹۶۱)
پل اتکینسون (انگلیسی: Paul Atkinson؛ زادهٔ ۱۴ اوت ۱۹۶۱) بازیکن فوتبال اهل بریتانیا است.
از باشگاه‌هایی که در آن بازی کرده‌است می‌توان به باشگاه فوتبال اولدهام اتلتیک، باشگاه فوتبال بولتون واندررز، باشگاه فوتبال سوانزی سیتی، باشگاه فوتبال واتفورد، باشگاه فوتبال نورتویچ ویکتوریا، و باشگاه فوتبال برنلی اشاره کرد.